# César Elizondo
César Elizondo (San José, 10 febbraio 1988) è un ex calciatore costaricano, di ruolo attaccante.

## Statistiche

### Cronologia presenze e reti in nazionale
| Cronologia completa delle presenze e delle reti in nazionale ― Costa Rica | Cronologia completa delle presenze e delle reti in nazionale ― Costa Rica | Cronologia completa delle presenze e delle reti in nazionale ― Costa Rica | Cronologia completa delle presenze e delle reti in nazionale ― Costa Rica | Cronologia completa delle presenze e delle reti in nazionale ― Costa Rica | Cronologia completa delle presenze e delle reti in nazionale ― Costa Rica | Cronologia completa delle presenze e delle reti in nazionale ― Costa Rica | Cronologia completa delle presenze e delle reti in nazionale ― Costa Rica |
| Data                                                                      | Città                                                                     | In casa                                                                   | Risultato                                                                 | Ospiti                                                                    | Competizione                                                              | Reti                                                                      | Note                                                                      |
| ------------------------------------------------------------------------- | ------------------------------------------------------------------------- | ------------------------------------------------------------------------- | ------------------------------------------------------------------------- | ------------------------------------------------------------------------- | ------------------------------------------------------------------------- | ------------------------------------------------------------------------- | ------------------------------------------------------------------------- |
| 16-1-2011                                                                 | Panama                                                                    | Guatemala                                                                 | 0 – 2                                                                     | Costa Rica                                                                | Coppa centroamericana 2011 - 1º turno                                     | -                                                                         | 77’                                                                       |
| 21-1-2011                                                                 | Panama                                                                    | Panama                                                                    | 1 – 1 dts (2 – 4 dtr)                                                     | Costa Rica                                                                | Coppa centroamericana 2011 - Semifinale                                   | -                                                                         | 77’ 80’                                                                   |
| 23-1-2011                                                                 | Panama                                                                    | Honduras                                                                  | 2 – 1                                                                     | Costa Rica                                                                | Coppa centroamericana 2011 - Finale                                       | -                                                                         | 46’                                                                       |
| 10-2-2011                                                                 | Puerto La Cruz                                                            | Venezuela                                                                 | 2 – 2                                                                     | Costa Rica                                                                | Amichevole                                                                | -                                                                         | 70’ 82’                                                                   |
| 27-3-2011                                                                 | San José                                                                  | Costa Rica                                                                | 2 – 2                                                                     | Cina                                                                      | Amichevole                                                                | -                                                                         | 65’                                                                       |
| 29-3-2011                                                                 | San José                                                                  | Costa Rica                                                                | 0 – 0                                                                     | Argentina                                                                 | Amichevole                                                                | -                                                                         | 78’                                                                       |
| 2-7-2011                                                                  | San Salvador de Jujuy                                                     | Colombia                                                                  | 1 – 0                                                                     | Costa Rica                                                                | Coppa America 2011 - 1º turno                                             | -                                                                         | 46’                                                                       |
| 8-7-2011                                                                  | San Salvador de Jujuy                                                     | Costa Rica                                                                | 2 – 0                                                                     | Bolivia                                                                   | Coppa America 2011 - 1º turno                                             | -                                                                         | 81’                                                                       |
| 12-7-2011                                                                 | Córdoba                                                                   | Argentina                                                                 | 3 – 0                                                                     | Costa Rica                                                                | Coppa America 2011 - 1º turno                                             | -                                                                         | 57’                                                                       |
| 11-8-2011                                                                 | San Juan                                                                  | Costa Rica                                                                | 0 – 2                                                                     | Ecuador                                                                   | Amichevole                                                                | -                                                                         | 46’                                                                       |
| Totale                                                                    |                                                                           | Presenze                                                                  | 10                                                                        |                                                                           | Reti                                                                      | 0                                                                         |                                                                           |